# 寺岡精工
寺岡精工（DIGI Group，株式会社寺岡精工）是日本一家称重机（衡器）、计量机器和包装機生產企業，其產品主要應用於制造业、零售和消费者领域，該公司在日本、欧洲、北美以及中华人民共和国上海市设有办事处，在岩手縣、新加坡（建于1987年）、英国（建于1989年）和上海市（建于1992年）設有生產基地。1928年，該公司的前身朝日衡器製作所成立。1934年，寺岡研究所成立。1938年，更名為寺岡精工所。 